# Priborn
Priborn es un municipio situado a la orilla del lago Müritz —el mayor lago de Alemania— en el distrito de Llanura Lacustre Mecklemburguesa, en el estado federado de Mecklemburgo-Pomerania Occidental (Alemania), a una altitud de 63 metros. Su población a finales de 2016 era de 358 habs. y su densidad poblacional, 23 hab/km².

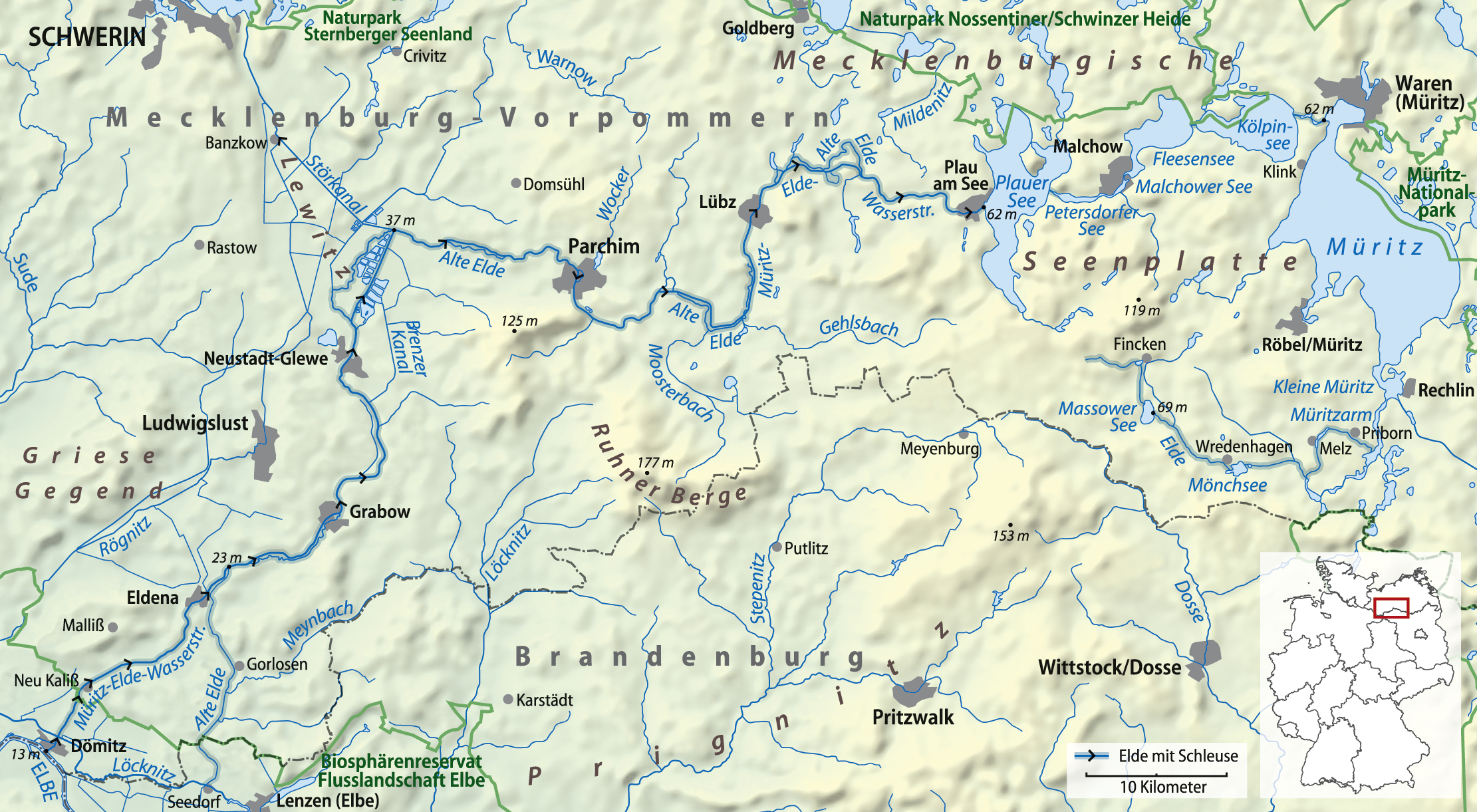
Priborn en un mapa del río Elde

Se encuentra a pocos kilómetros al norte de la frontera con el estado de Brandeburgo.